# Filosofia alemã
A filosofia alemã denomina um conjunto parcialmente coerente de movimentos e tradições filosóficas inseridas na história dos povos germânicos e articulados na língua alemã, incluindo a atual Alemanha e, frequentemente, a Áustria e filósofos falantes de alemão em outras regiões, como a Hungria. Por outro lado, filósofos medievais de partes desses atuais territórios que escreviam em latim costumam ser excluidos da categoria, em razão, também, da sua fraca influência na filosofia alemã clássica, com algumas exceções. A história da filosofia alemã se estende, por esses critérios, entre 1720 e o tempo presente.